# Odcizení (filozofie)
Odcizení je pojem používaný ve filozofii a sociální teorii, který zahrnuje řadu psychologických a společenských neduhů spočívajících ve škodlivém oddělení subjektu (jedince, společenství) od různých věcí, ke kterým patří. Lidé jsou kupříkladu odcizeni jeden od druhého, pokud si nerozumí či k sobě nepociťují přiměřené city; jsou odcizeni od politického procesu, pokud se z něj cítí vyčleněni. Pojem odcizení je často užíván v souvislosti s bezmocí, ztrátou smyslu či sociální izolací.
Rozšíření pojmu odcizení v moderních dějinách má kořeny v díle německého filozofa G. W. F. Hegela (německy Entfremdung). Širší pozornost získal na základě děl Karla Marxe, který jej použil při popisu kapitalistického výrobního procesu, který podle něj vede k odcizení dělníků od produktů jejich vlastní práce. Ve 20. století se stal jedním z klíčových pojmů kritické sociální teorie, psychoanalýzy i existenciální filozofie a stal se předmětem řady empirických výzkumů, které zahrnovaly i vývoj sociologických škál na měření míry odcizení.

## Obecné vlastnosti pojmu
Pojem odcizení bývá obvykle používán za účelem kritiky, nikoliv hodnotově neutrálního popisu či analýzy stávajícího stavu. Důvodem k takovému kritickému užití bývá předpoklad, že odcizení zabraňuje subjektu žít v souladu se svou přirozeností či naplnit svůj potenciál.
Konceptuální rozepře se týkají například toho, zda lze odcizení považovat za subjektivní či objektivní jev. Psychologové jako Melvin Seeman jej chápou jako specifický druh subjektivního pocitu či zkušenosti odcizeného jedince, který se vyznačuje pocitem bezmocnosti či ztrátou smyslu. Oproti tomu stoupenci objektivistického pojetí nalézají odcizení především ve strukturálních vlastnostech určitých sociálních dynamik, jichž si jedinec často nemusí být vědom (což vyjadřuje Marxův termín falešné vědomí).

## Teorie odcizení podle Hegela
Hegel odcizení formuluje tak, že individuální bytí je odděleno od světa, který je ale přirozenou součástí individuálního bytí. A protože je toto odcizení pouze umělé, tak Hegel tvrdí, že vyvolává silnou touhu jej samotné překonat. Překonání odcizení je možné, nicméně pouze skrze uvědomění si skutečnosti, že odcizení existuje, a poté následování vyššího cíle až obětování se pro něj.

## Teorie odcizení podle Marxe
Marxova teorie alienace popisuje odcizení lidí od výsledků jejich práce jako důsledek ztráty individuality, která nastává při integraci jedince do sociální třídy. Člověk tedy již nevykonává práci pro sebe, ale pro společnost, ztrácí spojení se svým výrobkem, a tedy pracuje pouze pro mzdu, nikoliv pro seberealizaci vycházející z odvedené práce.
Karl Marx poprvé zformuloval svoji teorii odcizení v jeho Ekonomicko-filosofických rukopisech z roku 1844 (též nazývaných Pařížskými rukopisy), které byly poprvé vydány roku 1932.
Karl Marx popisuje společnost konfliktu, kde pracující třída je utlačována buržoazií, protože buržoazie vlastní všechny výrobní prostředky (tzv. Kapitál). Kapitál pak přímo způsobuje odcizení, nicméně pocit odcizení může dopadat na obě hlavní společenské třídy, jak třídu dělnickou, tak buržoazii.

### Odcizení od produktu vlastní práce
Podoba produktu již není stanovena pracovníky, co ho vyrábějí, nýbrž kapitalisty, kteří přetvářejí jak produkt, tak preference konzumentů tak, aby dosáhli největšího zisku. Pracovník nemůže ovlivnit podobu vytvářeného předmětu. Výsledek je diktován kapitalisty, a tak se vytrácí vztah mezi dělníkem a hotovým výrobkem.
Jedním z důvodu je specializace. Dělník se účastní výroby jen malé častí finálního produktu. Tyto části ani nepřipomínají finální výrobek, a tak je dělník odcizen od vztahu mezi ním a produktem. Nedochází zde k vlastní realizaci dělníkových představ a kreativity. Výrobek se tak stává něčím úplně cizím.
V kapitalismu byl podle Marxe výrobní proces zredukován na řadu nekonečně se opakujících, monotónních úkonů, které neponechávají pracovníkovi žádný pocit spokojenosti nad výsledkem jeho práce.

### Odcizení od výrobní činnosti
Dělník je tedy jenom nástrojem v produkci, produkt již nezrcadlí jeho podstatu a dochází tedy jak k pracovnímu, tak intelektuálnímu odcizení pracovníka od jeho práce. Jedinec se stává pouze součástí své sociální třídy a je brán jako část stroje, čímž dochází ke ztrátě individuality. Dělník je brán jako nahraditelná součást výrobního stroje nebo sociální třídy.
Protože je však kapitalistické zřízení založeno na peněžních výměnách, je pracovník nucen svoji práci vykonávat, jinak by on i jeho rodina byli vystaveni možnosti chudoby. Kapitalistický systém tedy svým způsobem drží pracovníkovu rodinu jako rukojmí. Každý zisk přispívá k odcizení a čím více dělník pracuje, tím více je odcizen. Industrializace slibovala pozvednout pracující lid k ušlechtilé práci, ale místo toho poškodila lidskou podstatu, která přímo plyne z lidské práce.

### Odcizení od ostatních pracovníků
Marx popisuje kapitalismus jako systém, který dělá z práce, která bývala kolektivním sociálně-ekonomickým úsilím o vytvoření určitého výrobku, pouhou surovinu, volně obchodovatelnou na trhu práce. Zatímco se tedy kapitalisté snaží z pracovníků dostat co nejvíce práce za co nejmenší mzdu, mezi pracovníky je vytvářeno konkurenční prostředí, ve kterém spolu soutěží o vyšší mzdy. Kapitalisté takto kontrolují pracovníky, protože ti se vzájemným soupeřením odcizí společným ekonomickým cílům. 